# Wizard (periodico)
Wizard o Wizard: The Guide to Comics (più tardi rinominato Wizard: The Comics Magazine) è una rivista sui fumetti, pubblicata mensilmente negli Stati Uniti dalla Wizard Entertainment. Include una guida ai prezzi di fumetti correnti e di valore, così come notizie sui fumetti stessi, su film, anime, notizie per collezionisti, interviste e anteprime. È stata pubblicata dal 1991 al 2011 in forma cartacea. Prosegue le pubblicazioni online, in forma digitale, con il titolo WizardWorld.

## Storia
Wizard è stata fondata nel 1991 dallo studente di college Gareb Shamus, inizialmente come bollettino di informazioni per il negozio di fumetti dei suoi genitori, stimando il valore di fumetti "caldi", ovvero di fumetti con un'alta domanda nel mercato degli arretrati. L'interesse di Shamus nel commercio di fumetti proviene dalla sua amicizia con il disegnatore di fumetti Todd McFarlane e dall'aver lavorato nel negozio familiare.
Con il numero 7, Wizard è divenuto più simile alla rivista che è oggi, con carta patinata e stampa a colori. A differenza di altre pubblicazioni sui fumetti come Hero Illustrated o The Comics Journal, Wizard si è da sempre concentrato sui supereroi e sul lato prettamente economico del collezionare fumetti. Wizard ha sostenuto fermamente i nuovi editori Valiant Comics e Image Comics, pubblicizzando massicciamente le loro nuove uscite. Una caratteristica costante della rivista è una lista dei "10 maggiori Scrittori e Disegnatori", che riporta i creatori più famosi del mese in ogni categoria.
Wizard ha sfruttato il boom speculativo dei primi anni novanta, salendo velocemente ad una posizione di comando tra i magazine sui fumetti.
Il vecchio sito internet di Wizard Magazine, www.wizardworld.com, è stato sede di un'attiva comunità su forum nei tardi anni novanta: questa viene solitamente considerata essere una delle più grandi e più influenti nella piccola comunità di forum su internet dedicati al mondo dei fumetti.
Il periodico ha inoltre prodotto alcune riviste in corso dedicate a interessi simili come Toyfare per quanto riguarda i giocattoli e le action figures, InQuest Gamer per le carte da gioco collezionabili, Anime Insider per gli anime e i manga e Toy Wishes per gli appassionati dei principali giocattoli, in particolare per i bambini e i genitori. Nel 2006, la rivista è stata rimodernata con un lookpiù grande e con più pagine, passando dall'avere uno stile privo di argomenti commerciali a quello di una rivista tradizionale.
Nel novembre del 2006, il direttore e cofondatore di Wizard Pat McCallum è stato licenziato, dopo oltre un decennio al seguito della società. Wizard si è rifiutata di dichiarare il motivo del licenziamento. Il 21 febbraio 2007, è stato annunciato che Scott Gramling è il nuovo direttore.

## Controversie
Per molte persone Wizard rappresenta il lato più appariscente dell'industria di fumetti statunitense e ciò provoca una quantità notevole di controversie. I critici accusano Wizard di discutere solamente di supereroi escludendo gli altri tipi di fumetto; comunque, questo tipo di fumetti è il genere dominante tra la maggioranza di coloro che acquistano fumetti negli Stati Uniti.
Il fumettista Frank Miller ha avuto una disputa molto nota con Wizard, iniziata dal suo discorso agli Harvey Awards del 2001, durante il quale ha strappato una copia della rivista e l'ha gettata in un bidone dell'immondizia, apostrofandola come una "bibbia scritta da Satana", una "volgarità mensile" e un "uccisore di alberi che sminuisce l'importanza e avvelena i nostri campi". Le due parti si sono apparentemente riappacificate (in particolare dopo il film di Miller Sin City) e Miller è stato ospite d'onore al Wizard World tenuto a Chicago nel 2005.

## Riconoscimenti
La rivista ha ricevuto il riconoscimento Comics Buyer's Guide dai fan come Pubblicazione Preferita Riguardante Fumetti nel 1992.